# Enchantment of the Seas
Enchantment of the Seas (укр. Чарівність морів) — круїзне судно класу Vision, що перебуває у власності компанії «Royal Caribbean Cruises Ltd.» та експлуатується оператором «Royal Caribbean International». Ходить під прапором Багамських островів із портом приписки в Нассау.

## Історія судна
Судно було закладене 25 жовтня 1995 року на верфі «Kvaerner Masa Yards» в Гельсінкі, Фінляндія. Спуск на воду відбувся 20 листопада 1996 року. 3 липня 1997 року судно здано в експлуатацію та передано на службу флоту компанії-замовника. 13 липня того ж року здійснило перший рейс. Протягом 1997—2004 років лайнер ходив під норвезьким прапором із портом приписки в Осло. У 2005 році судно пройшло капітальний ремонт, в результаті якого змінило ряд технічних параметрів.
Хрещеною мамою судна стала Коллін Фейн. Перший рейс здійснений 13 липня 1997 року з Осло, Норвегія, по узбережжі Скандинавії. З часу введення в експлуатацію судно здійснило круїзи по Середземномор'ї, Скандинавії та у Карибському морі. За цими ж маршрутами працює і нині.